# Louis Bertorelle
André Louis Bertorelle (Saint-Juéry, 5 agosto 1932 – Seilh, 27 febbraio 2012) è stato un cestista francese.

## Carriera
Con la Francia ha disputato i Giochi olimpici di Roma 1960, i Campionati mondiali del 1954 e due edizioni dei Campionati europei (1955, 1957).